# Оутс, Джойс Кэрол
Джойс Кэ́рол О́утс (англ. Joyce Carol Oates, род. 16 июня 1938) — американская писательница, прозаик, поэтесса, драматург, критик.
Свою первую книгу выпустила в 1963 году и с тех пор опубликовала более пятидесяти романов, большое количество рассказов, стихов и документальной прозы. За роман «Их жизни» (Them, 1969) получила Национальную книжную премию, а романы «Чёрная вода» (Black Water, 1992), What I Lived For (1994) и «Блондинка» (Blonde, 2000) были номинированы на Пулитцеровскую. Заслужив репутацию плодовитого автора, она была одним из ведущих американских романистов с 1960-х годов. Также писала под псевдонимами Розамунд Смит и Лорен Келли.

## Биография

### Ранние годы и образование
Оутс родилась в Локпорте, штат Нью-Йорк. Родители — домохозяйка Каролина Оутс и Фредерик Оутс, проектировщик инструментов. Её семья исповедовала католицизм, но в настоящее время она стала атеисткой. Оутс росла в фермерском сообществе рабочего класса Миллерспорта, Нью-Йорк, и описывала родных как «счастливую, сплоченную и ничем не примечательную для нашего времени, места и экономического положения семью». Её бабушка по отцу, Бланш Вудсайд, жила с ними и была «очень дружна» с Джойс. После её смерти Джойс узнала, что отец Бланш покончил с собой, и впоследствии она скрывала своё еврейское происхождение; со временем Джойс описала жизнь бабушки в романе The Gravedigger’s Daughter (2007). В 1943 году родился её брат Джуниор, а в 1956 году сестра Линн Энн, страдающая тяжёлым аутизмом.
На начальном этапе образования Оутс посещала ту же «школу с одним помещением», куда ходила её мать в детстве. Она рано заинтересовалась чтением и вспоминает «Алису в Стране Чудес» Льюиса Кэрролла, подарок Бланш, как «великое сокровище детства и сильнейшее влияние литературы на мою жизнь. Это была любовь с первого взгляда!» В раннем подростковом возрасте Джойс жадно читала Уильяма Фолкнера, Фёдора Достоевского, Генри Дэвида Торо, Эрнеста Хемингуэя, Шарлотту и Эмили Бронте, чьё «воздействие до сих пор очень сильно». Оутс начала писать в 14 лет, когда Бланш подарила ей печатную машинку. Позже Оутс переводилась в другие загородные школы и в 1956 году окончила среднее образование в Вильямсвилльской Южной Высшей Школе, где писала для школьной газетой. Она была первой в своей семье, кто окончил высшую школу.
Оутс выиграла стипендию на учёбу в Сиракузском университете, где вступила в организацию «Фи Мю». Она нашла Сиракузы «очень волнующим местом, академически и интеллектуально» и попыталась «писать роман за романом и выбрасывать, когда заканчивала». Только в это время писательница знакомится с романами Дэвида Лоуренса, Фланнери О’Коннор, Томаса Манна и Франца Кафки и тем не менее отмечает, что их произведения также повлияли на её творчество. В возрасте девятнадцати лет она победила в конкурсе «Лучший рассказ колледжа», спонсированном журналом «Мадемуазель». Оутс окончила Сиракузский университет в 1960 и получила магистерскую степень в Висконсинском университете в Мадисоне в 1961.
Эвелин Шрифт, президент издательского дома Vanguard Press, познакомилась с Оутс вскоре после этого. «Она была не испорчена школой, и я думаю, что она была гениальна», — говорила Шрифт. Первая книга Оутс, сборник рассказов «Уходя на север»(By the North Gate), была издана Vanguard Press в 1963.

### Литературная деятельность
Когда Оутс было 26, Vanguard Press опубликовал её первый роман «Ошеломительное падение» (With Shuddering Fall, 1964). В 1966 увидел свет Where Are You Going, Where Have You Been? — рассказ, посвящённый Бобу Дилану, написанный после прослушивания его песни It’s All Over Now, Baby Blue, по мотивам истории американского серийного убийцы Чарльза Шмида, известного также как «Тусонский крысолов». Рассказ неоднократно включался в антологии, в 1985 по нему был снят фильм «Приятный разговор» (Smooth Talk) с Лорой Дерн в главной роли. В 2008 Оутс говорила, что, несмотря на большое количество опубликованных работ, она наиболее известна как автор Where Are You Going, Where Have You Been?
Другой известный рассказ, In a Region of Ice (1967), инсценирует увлечение протестом против мира образованности и благоразумия, установленного поколением родителей, депрессию и в конечном счёте убийство и самоубийство молодого талантливого американского студента-еврея. Как и во множестве других из её работ, на написание этого рассказа вдохновил случай из реальной жизни, Оутс была знакома с прототипом главного героя. Она возвращается к этой теме в одноимённом рассказе из сборника Last Days (1985).
Роман Оутс «Их жизни» (1969) в 1970 получил Национальную книжную премию; действие происходит в Детройте между 1930-ми и 1960-ми годами, в чёрном гетто, где процветает преступность, наркотики и расово-классовые столкновения. Некоторые ключевые персонажи и события также списаны с реальных людей, которых Оутс знала пока жила в этом городе. Начиная с этого времени она писала в среднем по две книги в год, по большей части романы. Чаще всего её интересовали деревенская бедность, сексуальное насилие, классовые противоречия, жажда власти, женские детство и юность и иногда сверхъестественное. Насилие постоянно присутствует в её работах, что побудило Оутс написать эссе в ответ на вопрос «Почему Ваши произведения так жестоки?». В 1990 она анализирует свой роман Because It Is Bitter, and Because It Is My Heart (1990), который также затрагивает тему расовых противоречий, и говорит, что период его написания был «таким напряжённым, что казался наэлектризованным». 

Озабоченность Оутс жестокостью и другими традиционно мужскими вопросами снискала ей уважение таких писателей-мужчин, как Норман Мейлер.
Оутс — поклонница поэтессы и писательницы Сильвии Плат, и говорит о её единственном романе «Под стеклянным колпаком» как о «почти совершенном произведении искусства», но хотя Оутс часто сравнивали с Плат, она не признает платовской романтизации суицида, и среди героев Сильвии Джойс более привлекают стойкие, сильные мужчины и женщины, продолжающие жить.
В начале 1980-х годов Оутс начала писать рассказы в жанре готики и ужасов: в период погружения в эти стили она говорила, что была под «влиянием Кафки» и чувствовала «писательское родство» с Джеймсом Джойсом.
В 1983 году, Джойс Кэрол Оутс написала посмертную рецензию на опубликованную книгу рассказов Б.Пэнкейка, она написала, что это был «молодой писатель столь необыкновенного дарования, что возникает соблазн сравнить его дебют с дебютом Хемингуэя».
В 1996 году выходит книга Оутс «Семья Малвэйни» (We Were the Mulvaneys), роман о разложении американской семьи, ставший бестселлером после того, как был выбран Книжным Клубом Опры в 2001. В 1990-х и начале 2000-х Оутс написала несколько книг, в основном мистические романы и детективы, под псевдонимами Розамунд Смит и Лорен Келли.
В течение более чем двадцати пяти лет об Оутс говорили как о «фаворите» среди номинантов на Нобелевскую премию по литературе. Среди написанного в Сиракузском университете семнадцать её ненапечатанных рассказов и четыре неоконченных романа. Сама Оутс сказала, что большая часть её ранних неопубликованных работ была «с лёгкостью выброшена».
В одной из рецензий на сборник рассказов «Круговорот любви» («The Wheel of Love»), выпущенный в 1970 году, говорится, что «талант автора заслуживает внимания», однако в настоящее время «далёк от мировой величины».

### Преподавание
Оутс в течение года преподавала в Бомонте, Техас, до переезда в Детройт в 1962, когда она начинает работать в Детройтском университете. По причине войны во Вьетнаме, расовых волнений в Детройте, она принимает предложение и переезжает вместе с мужем в Канаду, чтобы преподавать в Уинсорском университете. С 1978 преподает в Принстонском университете.
В 1995 году вводный писательский курс Оутс проходит принстонский студент Джонатан Сафран Фоер. Оутс, заинтересовавшаяся его произведениями, говорила, что он обладает «самым важным для писателя качеством — энергией». Позже Фоер вспоминал, что «она была первой, кто дал мне понять, что мне нужно попытаться писать в любом серьёзном жанре. После этого моя жизнь действительно изменилась». Оутс консультировала Фоэра при написании им выпускной диссертации, а также ранней версии его романа «Полная иллюминация», опубликованного в 1999 году и получившего одобрение широкой публики.

### Личная жизнь
Во время учёбы в Висконсинском университете в Мадисоне Оутс познакомилась с Рэймондом Дж. Смитом, с которым вместе училась, в 1961 году они поженились. Смит стал профессором литературы XVIII века, а позже редактором и издателем. В 1974 году, когда Оутс служила помощником редактора, пара совместно создала литературный журнал «Ontario Review». В 1980 году Оутс и Смит основали независимый издательский дом «Ontario Review Books». В 2004 году Оутс Описывает их со Смитом союз как «брак родственных умов — мы оба, мой муж и я, интересуемся литературой, читаем одни и те же книги; как только он прочитает книгу, её читаю я — мы меняемся книгами и обсуждаем прочитанное за едой […], мы очень сплоченная и творческая пара». Смит умер от осложнений после пневмонии 18 февраля 2008 года. В апреле 2008 года в одном интервью Оутс писала: «После неожиданной смерти мужа у меня стало гораздо меньше энергии[…] Моя семья — моя любовь к мужу — была для меня самым дорогим в жизни, дороже писательства. По сравнению со смертью мужа литературная деятельность сейчас меня почти не интересует». В начале 2009 года Оутс вышла за Чарльза Гросса, профессора Отделения психологии и Института неврологии в Принстоне, который ранее был женат дважды. Они познакомились на званом обеде в доме Оутс через полгода после смерти Смита.
Оутс увлекается бегом и говорит, что «в воображении писатель-бегун проносится по просторам и городам своих произведений, как призрак в реальном окружении». Во время бега она представляет сцены из своих романов и решает конструктивные проблемы уже написанных черновиков; писательница сформулировала идею романа You Must Remember This (1987), когда «подняла глаза и увидела руины железнодорожного моста», который напомнил ей «мистический северный Нью-Йорк в нужном месте». В 1973 году Оутс начала вести подробный дневник своей личной и литературной жизни, который со временем разросся до «более 4000 страниц печатного текста через один интервал». В 2008 Оутс «отошла от ведения официального дневника» и вместо этого сохраняет копии электронных писем. Оутс является членом совета попечителей Фонда памяти Джона Саймона Гуггенхайма.
Второй муж Оутс, Чарльз Гросс, умер в 2019 году в возрасте 83 лет.

## Творчество
Оутс пишет от руки, не используя стенографию, работая с «8 утра до часу каждый день, потом снова два или три часа вечером». Творческая плодовитость стала одним из её самых известных характерных черт. Газета The New York Times в 1989 году назвала имя Оутс «синонимом продуктивности», а в 2004 году The Guardian отметила, что «почти каждая рецензия на книгу Оутс начинается со списка [её опубликованных произведений]». В журнальной статье, написанной в 1970-е годы, Оутс пишет, саркастически обращаясь к своим критикам: «Так много книг! Так много! Очевидно, карьера Джойс Кэрол Оутс достигла высшей точки, если судить по количеству публикаций; столько названий, и ей бы лучше… что?.. оставить все надежды на „репутацию“?[…] Но я работаю упорно и долго, и, пока бегут часы, я, кажется, делаю больше, чем ожидала; больше, несомненно, чем позволено „серьёзному“ автору. У меня в запасе ещё много историй[…]». В журнале The New York Review of Books в 2007 году Майкл Дирда намекает, что пренебрежительная критика в адрес писательницы «проистекает из страха рецензента: как кто-то может судить о новой книге Оутс, если не знаком с большинством предыдущих произведений? С чего он должен начинать?».
Несколько изданий напечатали списки наилучших, по их мнению, книг Оутс с целью помочь читателям разобраться в пугающем списке её произведений. В 2003 году в статье «Джойс Кэрол Оутс для чайников» газета The Rocky Mountain News советует начинать с её ранних рассказов и таких романов, как A Garden of Earthly Delights (1967), them (1969), Wonderland (1971), Black Water (1992), and Blonde (2000). В список рекомендаций The Times 2006 года вошли them, On Boxing (1987), Black Water, and High Lonesome: New & Selected Stories — произведения, написанные в 1966—2006 годы, — как «Избранное Джойс Кэрол Оутс». Entertainment Weekly в 2007 году выделяет таких «фаворитов», как Wonderland, Black Water, Blonde, I’ll Take You There (2002), and The Falls (2004). В 2003 Оутс сама говорила, что думает, что запомнится, и ей бы очень хотелось, чтобы впервые взявшие её книгу читатели прочитали them and Blonde, однако добавляет, что «могла бы запросто изменить количество названий».

## Награды
- 1970 — Национальная книжная премия США за роман «Их жизни»
- 2010 — Национальная гуманитарная медаль США
- 2020 — Международная премия Чино дель Дука[20]

Член Американского философского общества (2016).

## Издание в СССР и России
- Сад радостей земных. — М.: Прогресс, 1974. — 544 с.
- Делай со мной что захочешь. — М. Худож. лит., 1983. — 630 с., 50 000 экз.
- Ангел света. Рассказы. — М., Радуга, 1987. — 736 с.
- Сад радостей земных. — М.: Пресса, 1993. — 560 с., 200 000 экз.
- Ангел света. — М., АСТ, 2002. — 496 с.
- Исповедь моего сердца. Роман — М., АСТ, 2003. — 541 с.
- Коллекционер Сердец. — М., АСТ, 2004, 448 с.
- Опасности путешествий во времени. — М., Иностранка, 2020. — 416 с.